# Bataille de Kojima
Guerre de Gempei
Batailles
- Uji (1re)
- Nara
- Ishibashiyama
- Fujigawa
- Sunomata
- Yahagigawa
- Hiuchi
- Kurikara
- Shinohara
- Mizushima (navale)
- Fukuryūji
- Muroyama
- Hōjūjidono
- Uji (2e)
- Awazu
- Ichi-no-Tani
- Kojima
- Yashima (navale)
- Dan-no-ura (navale)

La bataille de Kojima est un épisode de la guerre de Gempei qui fait suite à la bataille d'Ichi-no-Tani. Après cette bataille, la guerre connaît une pause d'environ six mois, durant lesquels Minamoto no Noriyori retourne à Kyōto.

## Déroulement
Noriyori est à nouveau envoyé en expédition, en octobre 1184, pour sécuriser par la terre les provinces de la région de Chūgoku, territoire Taira par excellence, avant de se rendre à Kyūshū. Le 8 octobre, il part avec des troupes fraîchement arrivées de l'est et parvenu à Harima, il est informé d'activités des Taira dans le port de Kojima, il décide de partir attaquer cette position. Kojima est une petite île, séparée de Honshū par un fin bras de mer, suffisamment large toutefois pour bloquer Noriyori, du moins jusqu'à ce qu'un samouraï du nom de Moritsuna Sasaki (ja) déniche un pêcheur qui leur indique un endroit suffisamment peu profond pour traverser avec leurs chevaux. Ne laissant à personne le soin de le précéder au combat, Sasaki engage le premier son cheval sans prévenir ses alliés. Noriyori lance alors une charge de cavalerie qui force les Taira à embarquer, et Taira no Sukimori, Arimori et Tadafusa engagent des échanges d'archerie avec les Minamoto jusqu'à la tombée de la nuit, avant de mettre leurs navires en mouvement en direction de Shikoku. Ne disposant pas de navires pour les poursuivre, la cavalerie de Noriyori ne peut que les regarder partir.
Après cela, il reste bloqué sur Honshū jusqu'à la fin de l'année, bloqué par les difficultés logistiques et ne peut poursuivre sa mission. Il finit toutefois par se procurer des navires et part alors sécuriser Kyūshū en février 1185.